# Hermann Menhardt
Hermann Menhardt (* 22. Dezember 1888 in Bludenz; † 5. März 1963 in Wien) war ein österreichischer Philologe und Handschriftenkundler.

## Leben
Hermann Menhardt wurde als Sohn eines Försters geboren und studierte nach der Matura an der Universität Wien Romanistik und Germanistik für das Lehramt, kurzzeitig auch in Paris. In Wien war er ein Schüler von Rudolf Much, Joseph Seemüller und Jakob Minor. 1912 promovierte er über Rabelais und lehrte anschließend als Lektor für Französisch an der Wiener Hochschule für Bodenkultur. 1914 wurde Menhardt zum Kriegsdienst eingezogen. Er wurde im Ersten Weltkrieg am Bein schwer verletzt. Als Kriegsinvalide bekam er 1918 eine Stelle als Gymnasiallehrer in Klagenfurt, wo er bis 1928 blieb. Neben dieser Tätigkeit arbeitete er an einem Katalog der in Kärnten befindlichen mittelalterlichen Handschriften, wobei ihm 1927 der Fund eines der ältesten Überlieferungszeugnisse des Nibelungenliedes gelang. 1928 habilitierte er sich in Graz für Deutsche Sprache und Literatur, bekam eine Bibliothekarsstelle in Wien, übertrug seine Venia Legendi dorthin und begann sofort zu lehren. Er konzentrierte sich auf mittelalterliche deutsche Literatur, besonders auf Handschriftenkunde und Textkritik. 1934 wurde er an der Universität Wien aufgrund seiner wissenschaftlichen Verdienste außerordentlicher Professor. 
Menhardt war deutschnationaler Gesinnung und wurde 1933 Mitglied des Nationalsozialistischen Lehrerbundes. Seit 1937 trat er in mehreren niederösterreichischen Orten als Versammlungsredner für eine Volksabstimmung zugunsten des Anschlusses Österreichs an das nationalsozialistische Deutsche Reich auf, wurde im selben Jahr Mitglied der in Österreich verbotenen NSDAP und wirkte seit 1938 als Gauredner der Partei. Am 26. Mai 1938 beantragte er die reguläre Aufnahme in die Partei und wurde rückwirkend zum 1. Mai desselben Jahres aufgenommen (Mitgliedsnummer 6.117.592). 1940 wurde er NS-Schulungsleiter der Ortsgruppe Hungerberg. 1942 wurde Menhardt auf eine außerordentliche Professur für Deutsche Sprache und Literatur an die Reichsuniversität Straßburg berufen.
Menhardt ist zur Zeit des Nationalsozialismus ein steiler Aufstieg zu attestieren. Doch erfolgte seine Berufung nach Straßburg nicht allein aus politischen Gründen: Denn mag auch seine politische Gesinnung seitens der NSDAP nicht zu kritisieren gewesen sein, waren seine ‚Verdienste‘ für die Partei doch nicht so hoch anzusetzen, dass sie als hauptsächlicher Grund für seine Berufung nach Straßburg ausgereicht hätten. Untersuchungen seiner Publikationen zeigen, dass sich in ihnen keinerlei Änderung bezüglich der Arbeits- oder Schreibweise im Hinblick auf die Zeit des Nationalsozialismus abzeichnet. Dies liegt daran, dass Menhardts Arbeit sich jeglicher literaturhistorischer Interpretation enthält und sehr nahe an der Oberfläche von Einzeltexten bleibt. So präsentiert sich seine Arbeit mit ihrer Text- und Überlieferungskritik als klassische positivistische Philologie und wirkt so gegen den Gebrauch von oder durch Ideologie als weitgehend immun.
Menhardt hatte bis Ende 1944 in Straßburg gelehrt und geforscht, wurde dann kurzfristig an die Universität Tübingen versetzt und kehrte kurz vor dem Ende des Zweiten Weltkriegs 1945 nach Wien zurück. Im Sommer 1945 suchte er um Wiederaufnahme an der Universität Wien an, aber seine frühe Mitgliedschaft in der NSDAP stellte sich als problematisch heraus. Doch wurde Menhardt 1948 als minderbelastet eingestuft, weshalb er 1949 erneut an der Universität Wien um Aufnahme als Dozent bat. Das Professorenkollegium stimmte dem zwar zu, doch wurde seinem Gesuch erst 1951 stattgegeben. Die Venia Legendi wurde wiedererteilt, und Menhardt lehrte und forschte an der Universität Wien auf seinen üblichen Gebieten.
Als 1958 mit Vollendung seines siebzigsten Lebensjahres Menhardts Venia Legendi erlosch, erwirkte Otto Höfler mit Verweis auf hohe Studentenzahlen deren Verlängerung, die 1960 gewährt wurde. Ab 1961 wurde Menhardt ein besoldeter Lehrauftrag gewährt. Doch schon zwei Jahre später verstarb Menhardt in Wien an einem vermutlich durch Überanstrengung hervorgerufenen Schlaganfall.

## Veröffentlichungen
- Handschriftenverzeichnis der Kärntner Bibliotheken. Band 1. Klagenfurt, Maria Saal, Friesach. Staatsdruckerei, Wien 1927.
- Das St. Trudperter Hohe Lied. Kritische Ausgabe mit Einleitung. Niemeyer, Halle 1934.
- Der Millstätter Physiologus und seine Verwandten (= Kärntner Museumsschriften. Band 14). Verlag des Landesmuseums für Kärnten, Klagenfurt 1956.
- Das älteste Handschriftenverzeichnis der Wiener Hofbibliothek von 1576. Kritische Ausgabe der Handschrift Series nova 4451 vom Jahre 1597. Rohrer, Wien 1957.
- Verzeichnis der altdeutschen literarischen Handschriften der Österreichischen Nationalbibliothek. Band 1 (= Veröffentlichungen des Instituts für deutsche Sprache und Literatur. Band 13). Akademie-Verlag, Berlin 1960.
- Verzeichnis der altdeutschen literarischen Handschriften der Österreichischen Nationalbibliothek. Band 2. Akademie-Verlag, Berlin 1961.
- Verzeichnis der altdeutschen literarischen Handschriften der Österreichischen Nationalbibliothek. Band 3. Akademie-Verlag, Berlin 1961.